# Chen Li Ling
Pour les articles homonymes, voir Chen, LI et Ling.
Dans ce nom chinois, le nom de famille, Chen, précède le nom personnel.
Chen Li Ling (née le 13 mars 1971) est une joueuse de tennis chinoise, professionnelle dans les années 1990 et jusqu'en 2001.
Pendant sa carrière, elle a gagné 1 tournoi WTA en double.

## Palmarès

### Titre en simple dames
Aucun

### Finale en simple dames
| No | Date       | Nom et lieu du tournoi | Catégorie | Dotation  | Surface    | Vainqueure    | Score    |          |
| -- | ---------- | ---------------------- | --------- | --------- | ---------- | ------------- | -------- | -------- |
| 1  | 14/10/1996 | Nokia Open, Pékin      | Tier IV   | 107 500 $ | Dur (int.) | Wang Shi-Ting | 6-3, 6-4 | Parcours |

### Titre en double dames
| No | Date       | Nom et lieu du tournoi | Catégorie | Dotation  | Surface    | Partenaire | Finalistes                 | Score    |          |
| -- | ---------- | ---------------------- | --------- | --------- | ---------- | ---------- | -------------------------- | -------- | -------- |
| 1  | 14/02/1994 | Nokia Open Pékin       | Tier IV   | 100 000 $ | Dur (int.) | Li Fang    | Kerry-Anne Guse Valda Lake | 6-0, 6-2 | Parcours |

### Finale en double dames
Aucune

## Parcours en Grand Chelem

### En simple dames
| Année | Open d'Australie | Open d'Australie  | Internationaux de France | Internationaux de France | Wimbledon | Wimbledon | US Open | US Open |
| 1997  | 1er tour (1/64)  | Natalia Medvedeva | -                        | -                        | -         | -         | -       | -       |

À droite du résultat, l’ultime adversaire.

### En double dames
| Année | Open d'Australie | Open d'Australie | Internationaux de France | Internationaux de France | Wimbledon | Wimbledon | US Open                 | US Open                  |
| 1994  | -                | -                | -                        | -                        | -         | -         | 1er tour (1/32) Li Fang | K. Nagatsuka Ai Sugiyama |

Sous le résultat, la partenaire ; à droite, l’ultime équipe adverse.

## Parcours aux Jeux olympiques

### En simple dames
| # | Date       | Nom de l'olympiade             | Surface      | Résultat        | Ultime adversaire  | Score    |          |
| - | ---------- | ------------------------------ | ------------ | --------------- | ------------------ | -------- | -------- |
| 1 | 28/07/1992 | Olympic Tennis Event Barcelone | Terre (ext.) | 1er tour (1/32) | Mary Joe Fernández | 6-2, 6-3 | Parcours |
| 2 | 23/07/1996 | Olympic Tennis Event Atlanta   | Dur (ext.)   | 1er tour (1/32) | Monica Seles       | 6-0, 6-4 | Parcours |

### En double dames
| # | Date       | Nom de l'olympiade           | Surface    | Résultat      | Partenaire  | Ultimes adversaires                   | Score         |          |
| - | ---------- | ---------------------------- | ---------- | ------------- | ----------- | ------------------------------------- | ------------- | -------- |
| 1 | 23/07/1996 | Olympic Tennis Event Atlanta | Dur (ext.) | 2e tour (1/8) | Yi Jingqian | Benjamas Sangaram Tamarine Tanasugarn | 2-6, 6-4, 6-4 | Parcours |

## Parcours en Coupe de la Fédération
| #                                                                            | Date       | Lieu      | Surface      | Gagnante(s)                   | Perdante(s)          | Score     |          |
|                                                                              |            |           |              |                               |                      |           |          |
| 1989 - 1er tour qualifications (groupe mondial) - Luxembourg - Chine - 1 : 2 |            |           |              |                               |                      |           |          |
| 1                                                                            | 01/10/1989 | Tokyo     | Dur (ext.)   | Karin Kschwendt               | Chen Li Ling         | 7-5, 6-1  | Parcours |
|                                                                              |            |           |              |                               |                      |           |          |
| 1989 - 1er tour (groupe mondial) - Chine - Australie - 0 : 3                 |            |           |              |                               |                      |           |          |
| 2                                                                            | 03/10/1989 | Tokyo     | Dur (ext.)   | Anne Minter                   | Chen Li Ling         | 6-3, 6-2  | Parcours |
|                                                                              |            |           |              |                               |                      |           |          |
| 1992 - 1er tour (groupe mondial) - France - Chine - 2 : 1                    |            |           |              |                               |                      |           |          |
| 3                                                                            | 14/07/1992 | Francfort | Terre (ext.) | Mary Pierce                   | Chen Li Ling         | 6-2, 6-2  | Parcours |
|                                                                              |            |           |              |                               |                      |           |          |
| 1992 - Barrage (groupe mondial I) - Chine - Finlande - 1 : 2                 |            |           |              |                               |                      |           |          |
| 4                                                                            | 16/07/1992 | Francfort | Terre (ext.) | Nanne Dahlman                 | Chen Li Ling         | 7-5, 7-65 | Parcours |
|                                                                              |            |           |              |                               |                      |           |          |
| 1993 - 2e tour (groupe mondial) - États-Unis - Chine - 2 : 1                 |            |           |              |                               |                      |           |          |
| 5                                                                            | 21/07/1993 | Francfort | Terre (ext.) | Lindsay Davenport Lori McNeil | Chen Li Ling Li Fang | 6-3, 6-0  | Parcours |
|                                                                              |            |           |              |                               |                      |           |          |
| 1994 - 1er tour (groupe mondial) - Chine - Japon - 1 : 2                     |            |           |              |                               |                      |           |          |
| 6                                                                            | 18/07/1994 | Francfort | Terre (ext.) | Naoko Sawamatsu               | Chen Li Ling         | 6-3, 6-2  | Parcours |
| 6                                                                            | 18/07/1994 | Francfort | Terre (ext.) | Kimiko Date Nana Miyagi       | Chen Li Ling Li Fang | 6-1, 6-2  | Parcours |

## Classements WTA en fin de saison

### En simple
| Année | 1988 | 1990 | 1991 | 1992 | 1993 | 1994 | 1995 | 1996 | 1997 | 2000 | 2001 |
| Rang  | 430  | 404  | 404  | 206  | 257  | 233  | 146  | 152  | 535  | 762  | 645  |

Source : (en) « Classements de Chen Li Ling », sur le site officiel du WTA Tour

### En double
| Année | 1988 | 1990 | 1991 | 1992 | 1993 | 1994 | 1995 | 1996 | 1997 |
| Rang  | 465  | -    | -    | 205  | 239  | 146  | 182  | 298  | 504  |

Source : (en) « Classements de Chen Li Ling », sur le site officiel du WTA Tour